# Quévy-le-Petit
Quévy-le-Petit is een dorp in de Belgische provincie Henegouwen en een van de tien deelgemeenten van Quévy. Quévy-le-Petit was een zelfstandige gemeente tot aan de gemeentelijke herindeling van 1977. Quévy-le-Petit ligt op slechts enkele kilometer van de Franse grens en de dorpskern ligt op slechts een goede kilometer van de dorpskern van Quévy-le-Grand.

## Demografische ontwikkeling
- Bronnen:NIS, Opm:1831 tot en met 1970=volkstellingen

Deelgemeenten: Asquillies · Aulnois · Blaregnies · Bougnies · Genly · Givry · Gœgnies-Chaussée · Havay · Quévy-le-Grand · Quévy-le-Petit

Belgische gemeenten · Arrondissement Bergen · Henegouwen · Wallonië